# Schulte-Ufer

Logo des Unternehmens

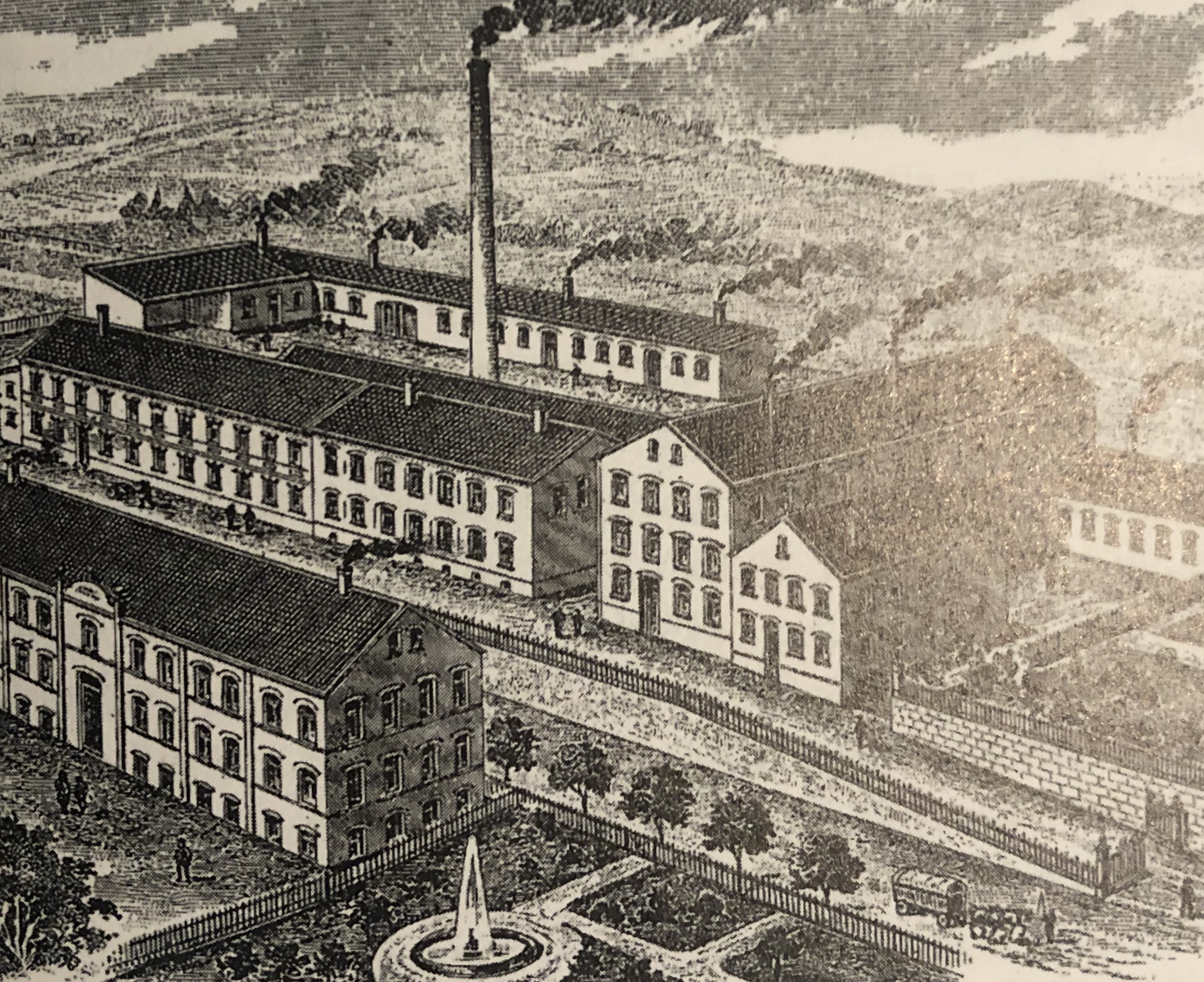
Briefkopf der Firma Schulte-Ufer 1908

Die Josef Schulte-Ufer KG ist ein familiengeführter Hersteller von Kochgeschirren mit Sitz in Sundern. Die Produkte des Unternehmens werden seit 1886 unter der Marke SUS („Schulte-Ufer Sundern“) vertrieben.

## Geschichte

### Frühe Jahre

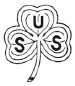
Dreiblättriges Kleeblatt von 1886 mit den Buchstaben SUS

Gegründet wurde Schulte-Ufer 1886 von Josef Schulte. Dieser war zunächst als Packer bei der Sunderner Firma Brumberg beschäftigt. Nebenberuflich stellte er seit 1885 in seinem Elternhaus mit Freunden Wandleisten zum Aufhängen von Feuerungsgeräten her. Nachdem er noch weitere gut verkäufliche Produkte entwickelt hatte, unter anderem ausziehbare Gardinenstangen, machte er sich selbständig und gründete 1886 mit einem Startkapital von 30 Mark die Josef Schulte-Ufer KG. Den Zusatz „Ufer“ wählte er, um Namensverwechslungen auszuschließen. 1886 entstand auch das dreiblättrige Kleeblatt mit den Buchstaben SUS, das bis heute, wenngleich in modernisierter Form, das Markenzeichen des Unternehmens ist.
Bald nahm Josef Schulte Geschäftsbeziehungen mit Großhändlern in Iserlohn, Elberfeld, Hagen und anderen Orten auf. Schon relativ früh verfügte das Unternehmen über eigene Vertreter. Neben der Herstellung eigener Waren wurde auch Handel mit Fremdwaren aus Metall betrieben.
Relativ bald waren die Räumlichkeiten im Elternhaus zu klein und Schulte-Ufer ließ ein Fabrikgebäude errichten. Die Firma konzentrierte sich auf die Herstellung von ausziehbaren Gardinenstangen. Durch die Angliederung des Metallwarenbetriebes eines Verwandten konnten auch Wasserkessel im eigenen Unternehmen hergestellt werden. Am 22. September 1898 erfolgte eine Eintragung des Unternehmens als Kommanditgesellschaft im Handelsregister des Amtsgerichts Arnsberg. Einen Aufschwung erlebte das Unternehmen mit der Eröffnung der Kleinbahnstrecke nach Neheim-Hüsten ab 1900.
Schultes Unternehmen war erfolgreich und expandierte stark, unter anderem dank der Erweiterung der Produktpalette durch den Gründer. Um die Wende vom 19. zum 20. Jahrhundert verlagerte er sein Unternehmen an den heutigen Standort, wo neue und größere Gebäude mit verbesserten Produktions- und Lagerbedingungen geschaffen werden konnten.
Nach Josef Schultes unerwartetem Tod am 7. November 1904 führte seine Frau Therese Schulte-Ufer das Unternehmen weiter. Nachdem sie erneut geheiratet hatte, übernahm 1907 ihr Ehemann Friedrich Rohe, die Leitung der Firma. Rohe war schon vor der Heirat ein wichtiger Mitarbeiter des Unternehmers gewesen. Das Unternehmen ist noch heute (Stand 2020) im Besitz der Familie.
Der Erfolg führte dazu, dass weitere Firmen in Sundern nicht zuletzt von früheren Mitarbeitern von Schulte-Ufer gegründet wurden. Es kam zu einem Preiskampf zwischen den Herstellern von Gardinenstangen. Dieser konnte offenbar durch Absprachen zwischen Fabrikanten beendet werden.
In einer Selbstauskunft gab Rohe an, dass das Gesamtvermögen weit über 200.000 Reichsmark betrug. Der Umsatz betrug 1908 305.000 Reichsmark. Der Wert der Immobilie lag bei 60.000 Reichsmark. Der Betrieb beschäftigte 60 Arbeiter und verfügte über moderne Maschinen. In den folgenden Jahren florierte das Unternehmen weiter. Dies erlaubte die Umstellung der Energieerzeugung von Dampfkraft auf Elektromotoren. Von dem Streik des Christlichen Metallarbeiterverbandes in Sundern 1910 wurde das Werk kaum betroffen und auch noch 1912 war der Einfluss der Gewerkschaft schwach.

### Krise und Rationalisierung

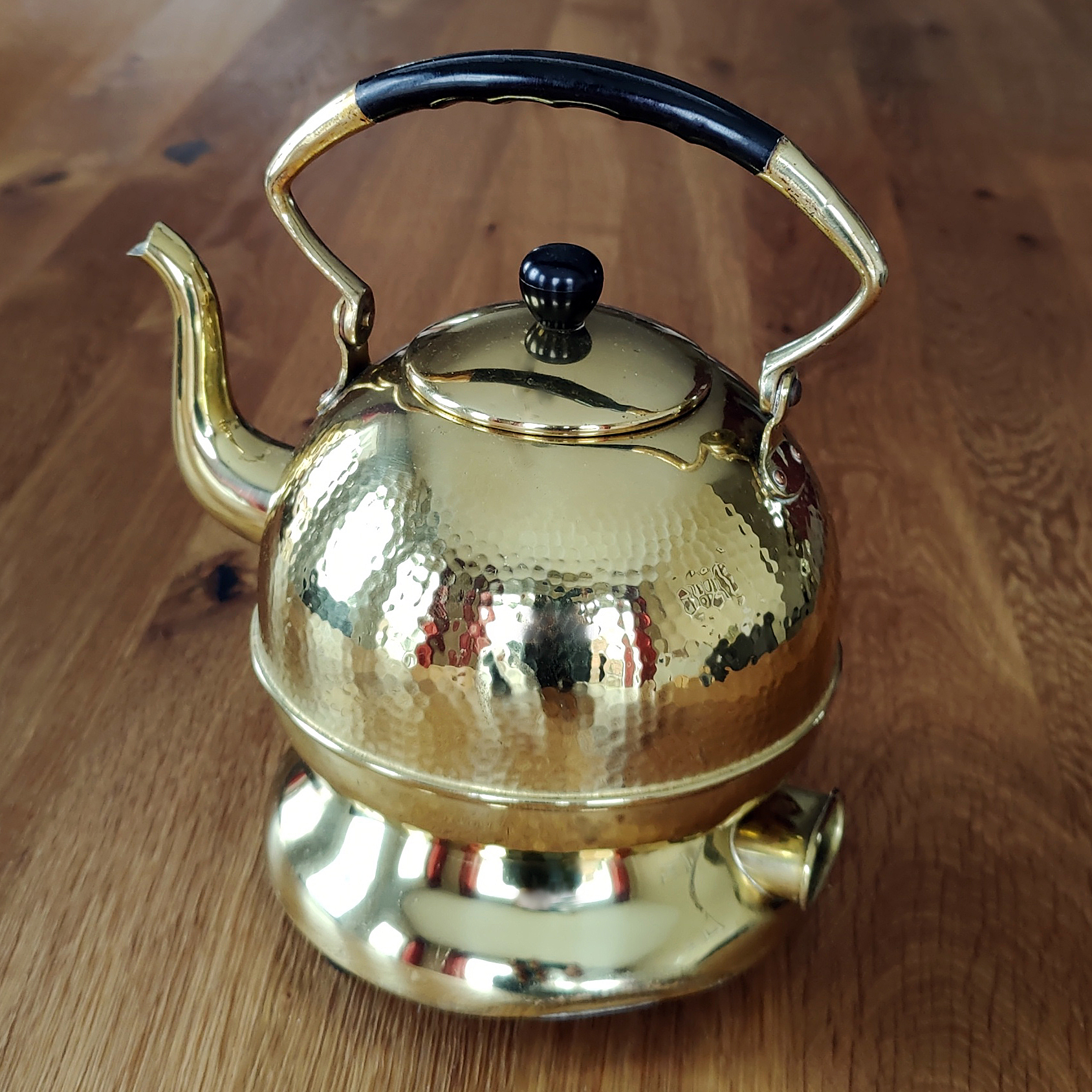
Protherm Wasserkocher

Ende der 1920er Jahre sank der Umsatz deutlich ab. Die Weltwirtschaftskrise traf auch Schulte-Ufer schwer. Es wurde nur noch an wenigen Tagen in der Woche produziert und viele Arbeiter mussten entlassen werden. Rohe wandte sich an eine Unternehmensberatung zur Rationalisierung der Betriebsabläufe. Für sein Unternehmen als Hersteller nicht lebenswichtiger Konsumwaren reichte dies jedoch nicht aus, um den Preisverfall zu stoppen. Unternehmer mit vergleichbaren Produktpaletten wie WMF schlossen sich in der sogenannten „Tortenplattenkommission“ zur Preisabsprache zusammen. In der Folge der wirtschaftlichen Erholung konnte auch der Betrieb die Krise überwinden. Bis 1934 stieg der Wert der Betriebsgebäude ohne Maschinen auf eine Viertelmillion Reichsmark. Nach dem Tod von Rohe übernahmen dessen Söhne das Unternehmen. Der Sohn des Gründers war zuvor ausgeschieden und übernahm eines der ursprünglichen Betriebsgebäude.
Schulte-Ufer produzierte nun auch Warmhaltekannen sowie Elektrogeräte, die unter der Marke „Protherm“ vermarktet werden. Während des Zweiten Weltkrieges produzierte das Unternehmen Rüstungsgüter. Im Jahr 1943 brannte ein Großteil der Fabrik ab.

### Wirtschaftswunderzeit
Nach dem Krieg knüpfte das Unternehmen 1948 an die Vorkriegszeit an und erweiterte weiter seine Produktpalette um Küchen- und Tafelgeräte. In der Zeit des Wirtschaftswunders stieg der Umsatz stark an. Das Werk stieß zeitweise an seine Kapazitätsgrenze. Ein eigener Fuhrpark transportierte die Waren bis ins Ausland, insbesondere nach Belgien, Luxemburg und in die Niederlande. Anstelle von Warmhaltekannen wurden Isolierkannen hergestellt.
Den größten Umsatz erreichte Schulte-Ufer in den 1960er Jahren. Es wurden nun auch Elektrogrillgeräte hergestellt. Zu Beginn der 1970er Jahre kam es zu einem weiteren Großbrand. An die Stelle des nachlassenden Umsatzes mit Elektrogeräten traten immer mehr Koch- und Tafelgeschirr.

### Umstrukturierung seit 1990er Jahren
Seit den 1990ern ging der Absatz merklich zurück, und ein Teil der Produktion wurde ins Ausland verlagert. Im Januar 2005 stellte das Unternehmen die Eigenproduktion ganz ein, entließ die Mehrzahl seiner bis dahin noch 30 Mitarbeiter und vermarktet seither nur noch im Ausland hergestellte Produkte, die weiterhin unter der Traditionsmarke SUS vertrieben werden. 2014 war die Mitarbeiterzahl wieder auf etwa 50 angestiegen; die Produktion erfolgte zu diesem Zeitpunkt weitgehend in Großbritannien, Korea und China.
Schulte-Ufer galt lange als eine im preislichen Mittelfeld der Branche angesiedelte Marke. Mittlerweile bietet das Unternehmen auch wie die Mitbewerber Fissler und WMF Produkte im gehobenen Preissegment an.

## Auszeichnungen
Die Josef Schulte-Ufer KG wurde mehrfach ausgezeichnet, unter anderem 2019 von Focus Money als „Branchensieger Küchenbedarf“.